# Stray Gods: The Roleplaying Musical
Stray Gods : The Roleplaying Musical est un jeu vidéo musical, de rôle et d'aventure développé par Summerfall Studios et édité par Humble Games, sorti le 10 août 2023 sur Microsoft Windows, Nintendo Switch, PlayStation 4, PlayStation 5, Xbox One et Xbox Series X/S.